# ميغيل آنخل بونسي
ميغيل أنغيل بونسي بريسينيو الشهير باسم ميغيل أنغيل بونسي (بالإسبانية: Miguel Ángel Ponce Briseño) (ولد في 12 أبريل 1989 في ساكرامنتو) لاعب كرة قدم دولي مكسيكي يلعب حاليا لصالح ديبورتيفو تولوكا في مركز الظهير الأيسر منذ يناير 2014 معارا من نادي غوادالاخارا.

## روابط خارجية
- ميغيل آنخل بونسي على موقع الاتحاد الدولي (مؤرشف)  (الإنجليزية)
- ميغيل آنخل بونسي على موقع الاتحاد الأوربي (الإنجليزية)
- ميغيل آنخل بونسي على موقع قاعدة بيانات كرة القدم.إي يو (الإنجليزية)
- ميغيل آنخل بونسي على موقع ناشيونال فوتبول تيمز (الإنجليزية)
- ميغيل آنخل بونسي على موقع Soccerway.com (الإنجليزية)
- ميغيل آنخل بونسي على موقع اللجنة الأولمبية الدولية (الإنجليزية)
- ميغيل آنخل بونسي على موقع أوليمبيديا (الإنجليزية)
- ميغيل آنخل بونسي على موقع AS.com (الإسبانية)